# 翘曲机翼

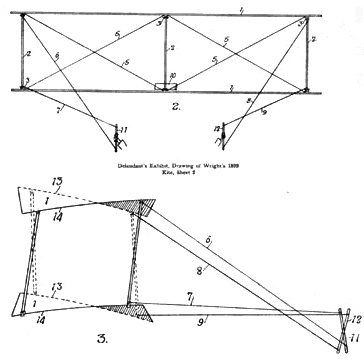
莱特兄弟1899年制作的风筝草图，其中可以看到用于在飞行中扭曲机翼的手持装置。

翘曲机翼（英語：wing warping）是由莱特兄弟发明的一种用于控制固定翼飞机滚转运动的系统。经由这一系统，飞行员可通过操纵滑轮与鋼線扭曲机翼从而改变两侧升力，进而由升力差产生滚转力矩以帮助飞机保持平直飞行或进行转弯。在许多方面，通过弯曲纸飞机机翼后缘以助其平直飞行的方式与翘曲机翼十分相似。